# Винченцо Соспири
Винченцо Соспири на италиански: Vincenzo Sospiri е бивш пилот от Формула 1. Роден на 7 октомври 1966 г. във Форли, Италия.

## Формула 1
Винченцо Соспири прави своя дебют във Формула 1 в Голямата награда на Австралия през 1997 г. В световния шампионат записва 1 състезания като не успява да спечели точки, състезава се с Лола.